# Aphis longisetosa
Aphis longisetosa är en insektsart som beskrevs av Basu, A.N. 1970. Aphis longisetosa ingår i släktet Aphis och familjen långrörsbladlöss. Inga underarter finns listade i Catalogue of Life.